# Sint-Franciscuskapel (Biezenmortel)
De Sint-Franciscuskapel is een kapel in Biezenmortel in de gemeente Haaren in de Nederlandse provincie Noord-Brabant. De kapel staat op het terrein van Huize Assisië. Voor de kapel staat een Heilig Hartbeeld.
De kapel is gewijd aan Franciscus van Assisi.

## Geschiedenis
In 1909 werd de kapel gebouwd.
Op 3 januari 1910 werd er een gaslucht geroken, waarbij een lucifer opgestoken werd om de bron te vinden. Een ontploffing volgde waarbij de kapel erg beschadigd raakte. Op 2 mei 1910 werd de kapel alsnog ingewijd.
In 1993 werd het dak van de kapel gerenoveerd.

## Opbouw
De neogotische bakstenen kapel heeft vier traveeën en een lagere vijfzijdige apsis. De kapel wordt gedekt door een zadeldak met op de nok een dakruiter. De gevels zijn voorzien van spitsboogvensters en hebben steunberen.